# 吴丹尼
吴丹尼（1992年4月24日—），女演員，土家族人。

## 生平
中央戏剧学院表演系畢業，鬥魚TV直播歌手，因为长相酷似徐璐，也有“小徐璐”之称。擅長舞蹈與吉他，2012年以湖南選美活動星姐选举(MISS STAR)開始出道，原本為夺冠热门卻在前一天被黑马张竹青擠下，最後為亚军。但受到湖南卫视關注，後續獲得天天向上等綜藝節目機會。2015後跨足網路圈以網路電影拍攝為主並在鬥魚開通常態直播間。

## 作品
- 電影
  - 《一夜成名》
  - 《天桥传奇之傻王》 - 飾演女主角 曲妞妞
  - 《开膛手华佗》- 飾演女主角 孙琰[2]
- 電視劇
  - 《转身说爱你》 -飾演 瑞秋

- 綜藝節目
  - 湖南卫视《黄金单身汉》
  - 湖南卫视《天天向上》
  - 湖南卫视《为你而来》[3]
  - 愛奇藝 《奇葩大会》